# Fish Lake, Yukon
Fish Lake är en sjö i Kanada.   Den ligger i territoriet Yukon, i den västra delen av landet, 4 200 km väster om huvudstaden Ottawa. Fish Lake ligger 1 116 meter över havet.
Omgivningarna runt Fish Lake är i huvudsak ett öppet busklandskap. Trakten runt Fish Lake är nära nog obefolkad, med mindre än två invånare per kvadratkilometer.